# Joseph Lense
El físico austriaco Joseph Lense (nacido en Viena el 28 de octubre de 1890; fallecido en Múnich el 28 de diciembre de 1985) fue, junto a Hans Thirring, uno de los descubridores del efecto Lense-Thirring